# Saleh Ali Saleh Nabhan
Saleh Ali Saleh Nabhan (tiếng Ả Rập: صالح علي صالح نبهان) (sinh 4 tháng 4 năm 1979 tại Mombasa, Kenya; mất 14 tháng 9 năm 2009 gần Baraawe, Somalia) bị Cục Điều tra Liên bang của Bộ Tư pháp Hoa Kỳ truy nã năm 2006, "cho nghi vấn liên quan tới tội tấn công một khách sạn vùng duyên hải và một máy bay chở khách hàng không Do Thái vào năm 2002 ở Kenya. Nabhan là thủ lĩnh của al-Qaeda ở Somalia. Một tiểu đội lính Hoa Kỳ xuất phát từ tàu chiến đậu ngoài khơi Ấn Độ Dương, tung ra một cuộc hành quân đặc biệt (xem Cuộc đột kích Baraawe) ngày 14 tháng 9, 2009, bằng trực thăng võ trang, hạ sát được Nabhan. Ngày 13 tháng 9, một báo cáo ở Anh tiết lộ rằng một nhóm người gốc Somalia đang trở về khu trại ở Somalia để được huấn luyện khủng bố. Chính những trại huấn luyện này có thể là lý do dẫn đến quyết định tấn công ngày 14/9, 2009. Nabhan là nhân vật chủ chốt đặc trách điều hành các trại huấn luyện, cũng như Aden Hashi Farah Ayro, lãnh tụ của nhóm al-Shabaab, đã bị phi đạn của Hoa Kỳ hạ sát vào tháng 3 năm 2008.